# All My Girls (сингл-альбом)
All My Girls — четвертий сингл-альбом південнокорейського дівчачого гурту Everglow. 18 серпня 2023 року відбувся реліз під лейблом Yuehua Entertainment. Альбом містить три пісні, включаючи головний сингл «Slay».

## Передумови та реліз
26 липня 2023 року Yuehua Entertainment оголосили, що 18 серпня Everglow випустять новий реліз. Наступного дня оголосили, що назва їхнього четвертого сингл-альбому — All My Girls, і того ж дня було оприлюднено промографік. 3 серпня було опубліковано трек-лист і оголошено пісню «Slay» головним синглом альбому. З 7 по 12 серпня виходили тизери кліпу «Slay», що демонстрували окремих учасників гурту. 14 серпня вийшов тизер кліпу «Slay», в якому представили весь гурт. Через два дні було випущено тизер-відео з попурі. 18 серпня вийшов сингл-альбом разом із відеокліпом на «Slay».

## Комерційний результат
All My Girls дебютував на 13 місці в південнокорейському чарті Circle Album Chart у період чарту від 13-19 серпня 2023 року.

## Просування
Перед виходом All My Girls, 18 серпня 2023 року гурт провів концерт, аби представити розширену версію альбому та його пісень, а також поспілкувався зі своїми шанувальниками. Також заплановано з 1 по 22 листопада 2023 року проведення другого концертного туру під назвою All My Girls в рамках просування сингл-альбому в США.

## Список пісень
| Список пісень All My Girls | Список пісень All My Girls | Список пісень All My Girls                              | Список пісень All My Girls                  | Список пісень All My Girls | Список пісень All My Girls |
| #                          | Назва                      | Автор слів                                              | Автор музики                                | Аранжування                | Тривалість                 |
| -------------------------- | -------------------------- | ------------------------------------------------------- | ------------------------------------------- | -------------------------- | -------------------------- |
| 1.                         | «Slay»                     | Ji Su-jeong (Mumw) Andy Love Lauren Dyson 72            | David Anthony Andy Love Lauren Dyson 72     | Bangkok                    | 3:41                       |
| 2.                         | «Oh Ma Ma God»             | E:U Sohlhee Young (Mumw) Newny (Mumw) 72                | Malin Johansson Maria Marcus Tobias Näslund | Tobias Näslund             | 3:09                       |
| 3.                         | «Make Me Feel»             | Melanie Fontana Michel «Lindgren» Schulz Casey Smith 72 | 72                                          | Michel «Lindgren» Schulz   | 3:02                       |
| 9:52                       |                            |                                                         |                                             |                            |                            |

## Чарти
| Чарт (2023)                  | Пікова позиція |
| ---------------------------- | -------------- |
| South Korean Albums (Circle) | 13             |

| Чарт (2023)                  | Позиція |
| ---------------------------- | ------- |
| South Korean Albums (Circle) | 41      |

## Історія релізу
| Регіон         | Дата           | Формат                        | Лейбл              |
| -------------- | -------------- | ----------------------------- | ------------------ |
| Південна Корея | 18 серпня 2023 | CD                            | Yuehua Stone Music |
| Інші           | 18 серпня 2023 | Цифрове завантаження стриминг | Yuehua Stone Music |